# Чемпионат России по боксу 2021
Чемпионат России по боксу 2021 года состоялся в Кемерово с 27 августа — 4 сентября в СРК «Арена». Призовой фонд чемпионата составил 25 млн рублей. Победитель каждой весовой категории кроме призовых (500 тысяч рублей) получили автомобиль, серебряные — по 250 тысяч рублей, бронзовые — по 125 тысяч рублей. Состязания по боксу впервые прошли в 13-ти весовых категориях. В соревнованиях приняли участие 341 боксёр из 57 субъектов России. Лучшим боксёром был признан Всеволод Шумков, лучшим тренером — старший тренер команды Санкт-Петербурга Руслан Дотдаев, а лучшим судьёй — Алексей Астахов.
Генеральный партнёр чемпионата букмекерская компания «Лига Ставок», официальный партнёр — компания Wildberries, официальный перевозчик — «Аэрофлот».

## Медалисты
| Весовая категория | Золото                          | Серебро                      | Бронза                              |
| ----------------- | ------------------------------- | ---------------------------- | ----------------------------------- |
| до 48 кг          | Эдмонд Худоян                   | Игорь Царегородцев           | Шамиль Котлубаев Аминтаза Бекишев   |
| до 51 кг          | Ахтем Закиров                   | Василий Егоров               | Евгений Мартынов Баир Батлаев       |
| до 54 кг          | Курбан Байранбеков              | Максим Чернышев              | Аскер Тамбиев Альберт Гатауллин     |
| до 57 кг          | Эдуард Саввин                   | Сергей Ярулин                | Никита Федорченко Павел Гунченко    |
| до 60 кг          | Всеволод Шумков                 | Артур Субханкулов            | Ренат Хузахметов Джамал Бадрутдинов |
| до 63,5 кг        | Илья Шакиров (Тульская область) | Руслан Пидгирняк (ХМАО-Югра) | Ислам Меджидов Магомед Шамсаев      |
| до 67 кг          | Евгений Кооль (Москва)          | Тархан Идигов (Чечня)        | Сино Собиров Алиса Шарифов          |
| до 71 кг          | Вадим Мусаев                    | Юрий Осипов                  | Дмитрий Захаров Иван Ступин         |
| до 75 кг          | Джамбулат Бижамов               | Мурад Рабаданов              | Павел Сосулин Дмитрий Муратов       |
| до 80 кг          | Савелий Садома                  | Андрей Косенков              | Руслан Колесников Тамерлан Казиев   |
| до 86 кг          | Шарапутдин Атаев                | Вадим Щеблыкин               | Антон Зайцев Василий Зверян         |
| до 92 кг          | Андрей Стоцкий                  | Владимир Узунян              | Алексей Зобнин Тимур Гамзатов       |
| свыше 92 кг       | Марк Петровский                 | Ярослав Дороничев            | Алексей Дронов Эмин Хатаев          |